# 王隆煜

王隆煜（1922年—1950年6月24日），廣東省澄海縣人，中央警官學校第二分校台灣幹部訓練班畢業，台北市警察局第一科科員，戰後來台參與中共中央社會部台灣工作站活動判處死刑，1950年6月24日槍決於台北馬場町刑場。

## 生平
王隆煜，1922年生於廣東省澄海縣，1944年國民政府為了戰後接收台灣警政，特別由中央警官學校在福建省梅列縣開辦了第二分校，招收能講閩南話的青年，王隆煜進入中央警官學校第二分校台灣幹部訓練班畢業後，1945年派到台灣高雄縣岡山，擔任警局接管組組長，接任岡山警察所所長。1948年調任屏東市警察局技士，之後於台南縣警察局擔任科長，1949年在台北市警察局工作，先後派任到第五分局、松山分駐所所長、第一科科員。
1947年7月，朱芳春在中共敵工部運作下策反北平當地駐軍被傅作義發覺遭到通緝，朱芳春化名非繼續地下工作，1948年中共中央社會部部長李克農先後派遣朱芳春(化名非)、蕭明華、周一粟等多名特工赴台發展組織。非與蕭明華假扮夫妻來台，在國語日報社擔任編輯並開設「實用心理學」講習，初期以讀書會的形式發展組織，糾集親共青年，成立「臺灣青年解放同盟」和「新民主主義青年團」。
王隆煜與鄭臣嚴都參加了「實用心理學」講習，鄭臣嚴在名單中叫鄭半瓜，由陳平吸收鄭臣嚴、王隆煜加入「新民主主義青年同盟」，新民主主義是中國共產黨主席毛澤東提出，在當時以此中間路線吸收群眾形成外圍組織。1949年10月非赴天津返台後，將組織名稱改為中共中央社會部台灣工作站 。
鄭臣嚴以其擔任訓導員的身分吸收學生龍亞電、龍道典、李維特加入組織。將高雄港要塞佈防、軍隊動態、船隻往來等機密提供給非送往天津。然而，朱芳春過去在天津的活動早已被當局鎖定，1949年3月底開始保密局即派人秘密監視，保密局發現非的組織雜亂且相當龐大，期間交通員曾六度出入境。經過長期跟監，1950年1月31日保密局開始抓捕，由於協助非辦理入境證明，王隆煜與鄭臣嚴首先被逮捕，1950年2月1日，保密局派人到非住處抓捕，非碰巧外出不在，蕭明華將旗袍用竹竿掛於窗外示警。非變化名趙光麟潛逃花蓮孫玉林處，透過白靜寅辦理出境證，1950年3月22日非搭船逃往香港返回中國。
中共中央社會部台灣工作站第一波審訊，即以鄭臣嚴、王隆煜為首，高雄港警所為主要調查單位，龍亞電、龍道典、方飛、田子彬先後被捕，5月相關人等陸續遭到逮捕，1951年7月全案偵查進入後續收網階段，調查局在香港新聞天地週刊刊登整刊的特稿，以李克農照片為封面，標題中共社會部首領李克農的潛台組織已被一網打盡。
王隆煜除提供要塞佈防圖，並私藏岡山警所所長任內取得支手槍與子彈，情節重大，1950年5月17日宣判死刑，1950年6月24日中共中央社會部台灣工作站第一波槍決，方飛、林範、鄭臣嚴、龍亞電、龍道典、王隆煜，槍決于台北馬場町刑場。